# Dirk De Maeseneer
Dirk De Maeseneer (1 juni 1954) is een Belgische politicus voor CD&V en gewezen burgemeester van Melle.

## Biografie
De Maeseneer groeide op in Zottegem. Hij ging er naar de lagere gemeenteschool in Godveerdegem en daarna naar het college in de Kasteelstraat in Zottegem. Hij volgde daarna Wetenschappelijke A aan het Zottegemse Onze-Lieve-Vrouwcollege, op de campus in Bevegem. Van 1972 tot 1976 studeerde hij aan de Universiteit van Gent licentiaat economische wetenschappen. Na zijn studies werd hij stagiair bij de Nationale Bank. Daarna werd hij ambtenaar. Hij werkte onder meer bij het auditoriaat van de Raad van State en ging aan de slag bij de FOD Economie. 
Ondertussen was hij ook actief in de gemeentelijke politiek, in aanvankelijk de stad waar hij opgroeide, Zottegem. In 1976 werd hij er partijsecretaris van de lokale CVP-afdeling. In 1982 stond hij er op de lijst van de gemeenteraadsverkiezingen. Daarna trok hij naar Melle, waar hij in 1989 voorzitter werd van de lokale CVP-afdeling. Bij de gemeenteraadsverkiezingen van 1994 werd hij verkozen en zo zetelde hij vanaf 1995 in Melle in de gemeenteraad, waar hij fractieleider werd. Na de verkiezingen van 2006 volgde hij begin 2007 Edouard De Potter d'Indoye op als burgemeester. De Maeseneer was de laatste burgemeester van de gemeente, die op 1 januari 2025 opging in de fusiegemeente Merelbeke-Melle. In deze gemeente is hij sinds 2025 voorzitter van de gemeenteraad.